# نهر كريم (نصار)
نهر كريم (بالفارسية: نهرکریم) هي قرية تقع في إيران في قسم نصار الريفي. يقدر عدد سكانها بـ 34 نسمة .